# ヒアルロン酸

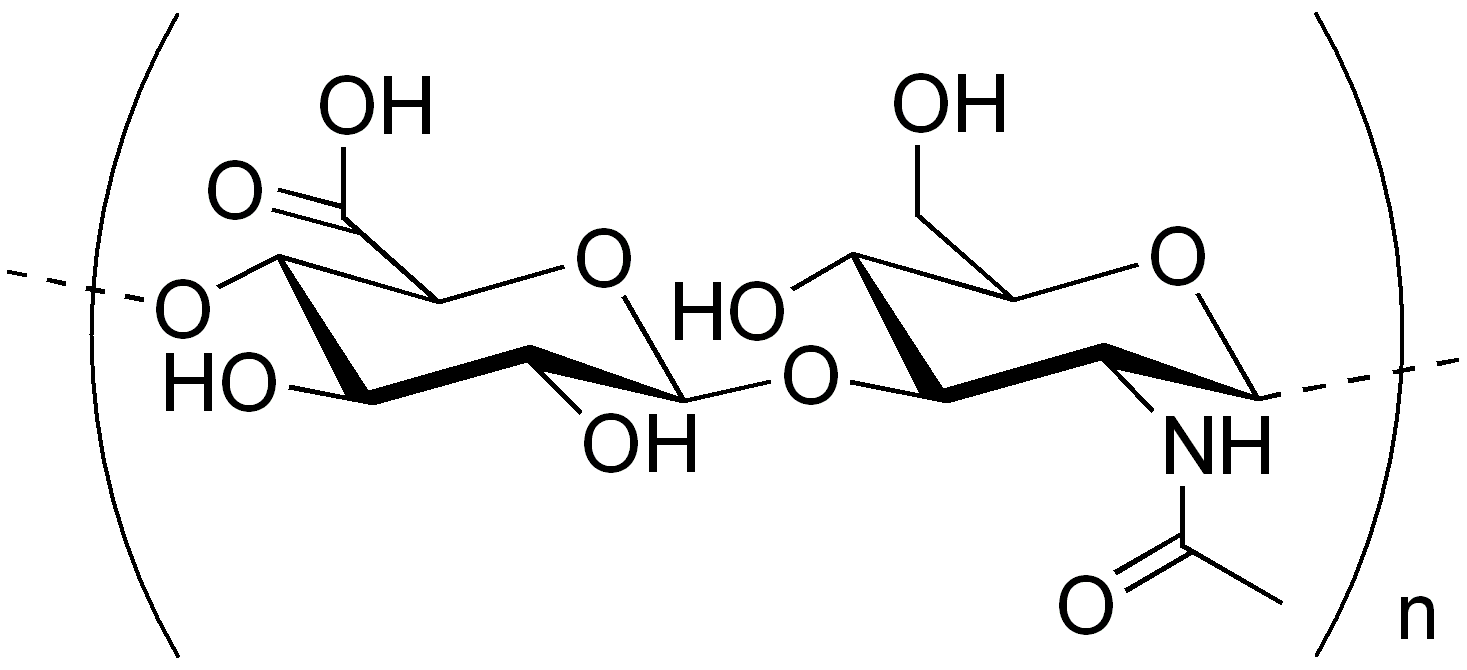
ヒアルロナンの構造。2種類の糖が交互に連結している。

ヒアルロン酸（ヒアルロンさん、英: hyaluronic acid）は、直鎖状のグリコサミノグリカン（ムコ多糖）の一種。学術上はヒアルロナン（英: hyaluronan）と呼ぶ。保水性が高く水分保持により粘性を持つ。生体内に広く分布し、皮膚、軟骨、眼球では重要な役割を持つ。ヒアルロン酸の分子量は多いと200万に達する可能性があるが、最小では411となる。
変形性関節症や成人の美容を目的とした注射はFDAによる医療承認がある。保湿成分として化粧品に添加される。健康食品では膝の違和感や乾燥肌に対する機能性表示がある。

## 物性
N-アセチルグルコサミンとD-グルクロン酸 (GlcNAcβ1-4GlcAβ1-3) が直鎖上に連結している。二糖単位が連結した構造をしている。極めて高分子量であり、分子量は80万から120万とされる。最大で200万に達する可能性がある。コンドロイチン硫酸など他のグリコサミノグリカンと異なり、硫酸基の結合が見られず、またコアタンパク質と呼ばれる核となるタンパク質にも結合していない。
ヒアルロン酸の基本構造はグルクロン酸とN-アセチルグルコサミンの2糖が直鎖上に交互に結合した繰り返し構造であり、その結合はβ-1,3グリコシド結合およびβ-1,4グリコシド結合で、ヒアルロニダーゼによって加水分解されることが知られている。1934年に初めて牛の目の硝子体から分離された、高分量のムコ多糖である。
1グラムのヒアルロン酸は、約6リットルの水を保持することができる。
2010年代には特許取得された詳細が明かされていない技術によって、ヒアルロン酸が低分子化されている。方法によって低分子化されたヒアルロン酸は、分子量411から8万となる。411というのは、N-アセチルグルコサミンとグルクロン酸が1分子ずつ結合した最小単位となる。プロテアーゼを含む酵素で分解処理することで、分子量がおおよそ1520と5000の物質が多いヒアルロン酸が得られた。

## 生体
ヒトや脊椎動物では広く分布し、皮膚、関節、眼球の硝子体に多い。ヒトではヒアルロン酸の半分は皮膚に存在する。脳など広く生体内の細胞外マトリックスに見られる。
皮膚では水を保水する能力によって乾燥を防ぐ。細胞組織を保護する。また水分保持によって粘性を示し、関節の摩耗をなくす。関節軟骨では、アグリカン、リンクタンパク質と非共有結合し、超高分子複合体を作って、軟骨の機能維持に極めて重要な役割をしている。ある種の細菌も同様な構造を持つ糖鎖を合成している。
ヒアルロン酸は、悪性胸膜中皮腫の腫瘍マーカーであり、胸水でのヒアルロン酸の高値は悪性胸膜中皮腫の可能性を示すが、症例によっては上昇しない。早老症において尿中ヒアルロン酸濃度が高くなる。肝硬変では血清中のヒアルロン酸濃度が上昇する例がある。
紫外線によって皮膚中のヒアルロン酸やコラーゲンが損傷するとされ、75歳の人間の皮膚のヒアルロン酸は19歳の人間のおよそ25%の量にまで減少する。老化によって表皮からヒアルロン酸が減少し、真皮ではまだヒアルロン酸は残っている。このことが、加齢による皮膚の水分低下、弾力性の低下や萎縮に貢献する。
ヒアルロン酸はCD44受容体に結合する。

## 工業生産
産業用の工業生産では、主に鶏冠（とさか）からヒアルロン酸が単離されるが、乳酸菌が生産するヒアルロン酸の利用も行われている。医療用途では、レスチレインというブランドのように動物由来ではないコラーゲンが使われる。

## 利用
食品としてのヒアルロン酸は1942年に、医薬品としては1960年に、配合化粧品には1979年に使われ、水分保持のために加工食品に使われてきた歴史が最も長い。栄養補助食品としては日本では1992年以降となる。皮膚への注射では、痛みを伴い即効だがその効果は徐々に失っていき、高額な治療費となる傾向にある。2000年以降、外科的でない侵襲性の低い美容処置の人気が高まっているため、2020年以降にヒアルロン酸注入剤の市場はより大きくなる可能性がある。従来の外科手術に代わる審美的な若返り目的で、眼周囲、鼻などに利用されるようになってきたためである。ヒアルロン酸の注入は、新生血管の再生を刺激することでも皮膚をふっくらさせる可能性がある。

## 医療
ヒアルロン酸の注射は変形性関節症 (OA) の治療法のひとつ。追加して、21歳以上での、顔のシワや唇への注射がFDAによって承認されており、この使用法では若々しい外観の維持に使われている。くぼみ目の治療にもヒアルロン酸注入が用いられている。
膝関節ではランダム化比較試験 (RCT) 20研究のメタアナリシスから、初期の変形関節症でも偽薬よりも痛みの緩和が見られた。肩の上腕骨関節炎では、2019年のメタアナリシスがRCTが5研究とそれ以外の12研究から、痛みの軽減はヒアルロン酸に関係のない偽薬効果の可能性を発見した。変形性関節症では、より低分子にするよりも分子量160万の高分子ヒアルロン酸の方が炎症誘発性が低く、よりよい治療結果になることを示唆する基礎研究がある。
牛由来コラーゲンの注入剤が先にFDAに承認され、続いてヒアルロン酸の注入剤が承認されたが、共に徐々に生分解され減少する性質があり、牛由来コラーゲンとは異なりヒアルロン酸では理論的にアレルギーの危険性はない。コラーゲン注入では肉芽形成の点強い反応を長く生じるため、ヒアルロン酸注入の方が炎症反応が弱く理想的である。比較のために言及すると、分解されにくいシリコンでは重篤な副作用を起こし使用方法が制限されてきた過去がある。こうした美容目的のヒアルロン酸の注入剤で人気のブランドは、ジュビダーム（Juvederm）を中心に、ボルベラ（Volbella）、レスチレン（Restylane）、テオシアル（Teosyal）であり、ヒアルロン酸が過剰となった場合にもヒアルロニダーゼによって分解することができる。
2019年の調査では、唇をふっくらさせる目的ではRCTが9研究あり効果的で安全だとされる。2018年の調査では鼻唇ヒダでRCTが12研究があり、ヒアルロン酸単独と麻酔のリドカインを追加した注射とに有効性や副作用に有意な差はなかった。2013年の調査では、鼻唇ヒダではRCTが10研究あり、ほかに眉間、唇、手への使用を支持していたが、上瞼や鼻などその他の部位ではより信頼性が低い研究デザインの証拠が出版されており、また重篤な有害事象は約0.2%に発生していた。浸透圧保護剤などと組み合わせて、ドライアイに有効とされる。
非生分解性で非可逆性になるため、長く持つように加工した注入剤では肉芽や炎症が発生する可能性が高いと考えられている。針の痛み、一時的な赤味、アザ、数日の腫れ、ニキビ様の湿疹は施術に伴い起こりやすく、真の過敏症は注射後数日から数か月後にも起こる可能性がある。注入量が過剰であった場合、ヒアルロニダーゼによって簡単に分解することができる。重大な障害としては、不用意に動脈へと注射された場合に、皮膚組織の壊死が眉間、目の下、鼻、唇で起こりやすく、また眼血管系に注入されることによる失明は、額、眉間、目の上下、鼻への注入で起こりやすい。脂肪の注入では報告されているが、理論的には強い圧力で注入すると頸動脈に入り込み脳卒中が起こることがある。
創傷の治癒。分子量の記載のない1996年と古い研究ではケガの回復を遅らせており、偽薬として設けられたグリセリンの方が治癒が早かった。歯科領域では2016年の調査で、歯周炎で13研究、歯科手術に関する使用で7研究、歯肉炎で3研究、口腔潰瘍に使われており、大半は肯定的な結果である。口腔潰瘍では広く使われている抗菌剤などにも弱い証拠しかなく、ヒアルロン酸ジェルなどで4研究があり有望な選択肢となりうる。
また角結膜上皮障害など多くの眼疾病の治療薬（点眼薬）、白内障・角膜移植手術時における前房保持剤として利用するほか、過酸化水素水と混ぜ合わせたものをがんの放射線治療の増感剤として用いる。
子宮頸がんの放射線治療による膣萎縮と炎症出血その他の関連症状を抑えるための、低分子ヒアルロン酸とビタミンA（パルミチン酸レチノール）、ビタミンEを配合した膣坐薬があり、欧州の医療機器CE認証が取得されている。萎縮性膣炎に対してヒアルロン酸は副作用が少ないが、エストロゲン（女性ホルモン）より有効であるかはさらなる試験が必要であり、2019年時点では差がない3研究と、ヒアルロン酸の結果が良かったというバイアスのリスクがある研究、エストロゲンのほうがよかったという研究の合計5研究がある。大陰唇を大きくするために使われるが、使用を裏付けるためのランダム化比較試験が必要である。

## 保湿
化粧品などに保湿成分として添加され皮膚表面での保湿作用がある。分子量が80万から120万と極めて多いため、塗布では吸収は難しいと考えられてきた。それでも分子量が5万から200万までの5種類のヒアルロン酸を塗布することで、どの分子量でも肌の水分量や弾力性は、偽薬を使用するよりも改善される。表皮の保水性が低下すると俗に「ちりめんシワ」と呼ばれる細かなシワができるが、保湿はこうした乾燥性の小ジワを防ぐと考えられているがヒアルロン酸もその保湿力から化粧品に多用されている。ヒアルロン酸は水分を保持し親水性なため、皮脂に弾かれにくく加工するといった工夫を行う化粧品会社もある。テオシアルを製造するテオキサンは化粧品も作っており、盲検試験によって顔面半面に塗ることで塗らない面よりも水分量や質感が改善されていた。ヒアルロン酸入り化粧水を利用したシャボン玉液がある。これはヒアルロン酸の保水力や粘性の大きさに着目したもので、割れにくいシャボン玉になる。毛糸の手袋や軍手を使用すると、弾ませることができる。
2008年に異なる分子量で皮膚からの浸透性を調査した初の研究では、計測できるようトリチウム化したヒアルロン酸を豚の耳に塗布し、5時間後より22時間後の方が浸透しており、5万分子のヒアルロン酸では75フラックス前後、30万分子では25フラックス前後、80万分子で10前後となり、150万分子ではさらに少なく、低分子化されているほど浸透性が高いことが明らかとなった。さらに5万、13万、30万でのヒトでの偽薬対照の試験を実施し、8週間後には分子量が少ないほど顕著に皮膚のザラツキを減少させ、シワを緩和していた。前述の200万分子量までの偽薬対照の試験は2011年に実施され、5万と13万にシワの有意な減少が観察され、低分子による浸透性の違いが原因だと考えられた。2014年のランダム化比較試験では、1千、5千、5万、20万、200万の分子量のヒアルロン酸を配合したもの（フィレリーナ）を使い、唇の体積は塗布し3時間後に約8%、毎日使用し30日後に約14%増加、シワの量は30日で約27%減少、深さでは約22%減少した。ヒアルロン酸は日本の技術によってナノ化すると5nmにまで分子量を小さくでき、細胞間の隙間より小さくでき皮膚バリアを通過することができる。
マイクロニードルの技術を使って肌への浸透性を高めている化粧品もある。以前は、痛みを伴う注射でしかヒアルロン酸の皮膚への投与は難しかったが、ヒアルロン酸を微細な針の形状へと加工することで、痛みを感じることなく皮膚から吸収することができる。ヒアルロン酸の溶解型マイクロニードルそれ自体は以下のような化粧品として市販され、ほかに薬効成分を吸収させる目的の、医療用のパッチ型ワクチンにも使用が考えられている。
韓国人女性を対象としたランダム化研究では、週に2回、溶解型マイクロニードルのヒアルロン酸をあてることで8週間後に目尻のシワを改善しており、皮膚刺激も痛みも生じておらず安全であった。

## 経口摂取
ヒアルロン酸は、既存添加物として厚生労働省に認められている。安全性についてはLD50 2400 mg/kg/day以上（マウス、経口投与）、変異原性試験の陰性が確認されている。ランダム化比較試験や動物試験、また米国、カナダ、イタリア、ベルギーといった販売されている国での有害な影響の報告はない。健康な人で行った通常の3倍量1日360mgの摂取を4週間続ける安全性試験では、明らかな有害な兆候は観察されなかった。
分子量が10万を超える物質はほとんど吸収されないが、腸内細菌はヒアルロン酸を低分子化し、または低分子化の加工によって吸収量が増加する。食べるヒアルロン酸では、乾燥肌が気になるといった機能性表示がある。鶏冠由来ヒアルロン酸では、「膝の違和感の自覚症状」が減ったとして「ひざ関節が気になる方へ」の機能性表示がある。
経口摂取されたヒアルロン酸による膝の痛みの改善では、2008年から2015年の間にランダム化された二重盲検試験が13研究あり改善を示している。摂取量は毎日80mgから2520mgの範囲。
日本の研究がヒアルロン酸の経口摂取による皮膚の水分量増加を報告しているが、日本国外では日本の文献にアクセスできないため研究が実施されにくい。それでも2017年には日本の研究に触発されて白人での初の研究が実施されている。
2014年の総説論文（査読あり）ではランダム化比較試験が5研究見つかり、2015年に「肌の乾燥が気になる方」という機能性表示食品の消費者庁への申請のために引用された査読付き論文のランダム化比較試験は3研究あり、2017年には4研究でいずれも有効だと記載され、別の2017年の申請書においては6研究中4研究が有効とされ摂取量が低く無効とされた1研究を含んでいる。国立健康・栄養研究所の2016年の調査では6件中3件を何の影響もなかったと記載している（内1件は前述の摂取量が低い研究）が、他の文献で水分量増加と評価された2研究への言及がそのように表現されているため以下に違いを記載する（以下、東邦大学医学部の2研究）。多くの研究条件は乾燥肌を訴えている者を対象とし水分量の変化を目的としている。これらの対象となっていない一部の研究はシワの改善を目的としている。
1. 早くは2001年には、顕微鏡解析装置を使った客観的な効果が報告されていたが[59]、総説論文では分子量80万のヒアルロン酸の日に240mgを摂取し乾燥肌を改善したとし[1]、査読なしの論文であることから、消費者庁への申請書では評価から除外されており[55]、国立健康・栄養研究所は13項目中3項目のみ改善が認められたとしている[58]。
2. 分子量が30万や80万のヒアルロン酸の毎日120mgの摂取では、摂取期間中に水分量の改善が得られ、終了から2週間後では30万のみ偽薬より有意な改善であった[60]、2015年の42名でのランダム化比較試験で査読付き論文である[55]。
3. 東邦大学医学部による80万ヒアルロン酸を日に120mg摂取した研究は[61]、申請書では左眼下部の角層水分量が2週間後に有意に多く水分減少を緩和したと記載されている[55]。別の申請書でも同様の増加を記載している[57]。査読論文は水分量増加と記載し[1]、国立健康・栄養研究所は影響は認められないと記載した[58]。
4. 同一条件で[62]、申請書では角層水分量が有意に増加し3週間で偽薬より有意に多く6週間後にも多い傾向だと記載されている[55]。別の申請書でも同様の増加を記載している[57]。査読論文は水分量増加と記載し[1]、国立健康・栄養研究所は影響は認められないと記載した[58]。
5. 2009年の[63]、査読なしの論文であり申請書では評価から除外されており[55]、ランダム化比較試験によって30万ヒアルロン酸120mgを摂取し、別の申請書では摂取終了2週間後に水分量が有意に増加と記載されている[57]。査読論文は水分量増加と記載[1]、国立健康・栄養研究所は、2週間後の有意に増加に追加記載し摂取中に影響は認められなかったと記載している[58]。
6. 分子量3.8万のヒアルロン酸を日に240mgを摂取したところ、皮膚水分量は8週間後に有意に増加し、左眼の角のシワ面積は偽薬では広くなったがヒアルロン酸では広くなっておらず、研究条件は2015年の28名でのランダム化比較試験で査読付き論文である[64][55]。査読論文は水分量増加と記載し[1]、別の申請書は、前腕内側の角質水分量には有意な差がなく、水分量が高めの部位を測定したことが原因だと考えられるとした[57]。
7. 韓国人女性52名を対象とし3.8万ヒアルロン酸を240mg摂取し、シワの減少が観察されたという[13]、2007年のランダム化比較試験[65]。
8. 低分子化された分子量5000や1520のヒアルロン酸を日に280mgを摂取し保湿機能を改善し、研究条件は52名でのランダム化比較試験である[3]。申請書では鶏冠由来のヒアルロン酸ではない可能性があるとして評価から除外されている[55]。
9. 高分子30万または低分子2000のヒアルロン酸1日120mgの摂取では、画像解析装置を使い、共に3か月で目の周囲のシワを減少しており、研究条件は2017年の60名でのランダム化比較試験である[13]。

- 120mgでの効果が確認されているため、下限を探るために日に50mgのヒアルロン酸を摂取したランダム化比較試験では[66]、影響は認められず論文の著者は有効量に達していないと考えられるとした[57]。国立健康・栄養研究所がとりあげ、ヒアルロン酸の影響はなかったと記載している[58]。（参考、ランダム化比較試験#臨床試験におけるバイアス）

こうした原理を解明するための基礎研究は行われており、2014年のラットを使った実験では、餌に入れられた標識化された平均92万分子量のヒアルロン酸の90%は分子量の変化は不明だが消化管から吸収され、24時間後では血中よりも皮膚から検出される方が多くなり、また過剰分は排泄されることが観察された。
分子量90万の高分子のヒアルロン酸がマウスの腸管のTLR4受容体に結合するという、自己免疫疾患を抑制する可能性のある基礎研究がある。